# Jennifer Hosten
Jennifer Hosten (Saint George's, 31 de outubro de 1947) é uma rainha da beleza de Granada que venceu o Miss Mundo 1970.
Nota: ela é geralmente citada como a primeira mulher "de cor" a vencer o Miss Mundo, apesar de alguns acreditarem que este feito pertence à jamaicana Carole Joan Crawford.

## Biografia
Jennifer cresceu em Saint George's, capital de Granada, onde viveu com os pais Lyle e Phyllis Hosten e quatro irmãos e onde trabalhou para a BBC e como aeromoça. Tem 2 filhos e cinco netos e vive no Canadá, onde se formou em Ciências Sociais e em Ciências Políticas.

## Miss Mundo 1970
Jennifer venceu o Miss Mundo realizado no Royal Albert Hall, em Londres, aos 22 anos de idade. 
A edição daquele ano foi a mais polêmica desde a criação do concurso, com debates girando em torno do feminismo e de questões raciais como a quantidade de mulheres "de cor" participando dos concursos de beleza. Neste ano, em tempos de Apartheid, a África do Sul enviou duas candidatas ao concurso: uma branca e outra negra e, após a eleição de Jennifer e tendo a sul-africana negra ficado em segundo lugar, houve novos protestos em frente ao Royal Albert Hall, em favor da Miss Suécia, clamando que a vitória da granadina estava fixada em favor de uma mulher negra, ainda mais que o primeiro ministro de Granada havia feito parte do júri.

### Reinado
Uma das primeiras atividades de Jennifer foi acompanhar o apresentador do concurso, Bob Hope, numa viagem ao Vietnã para entreter as tropas envolvidas na Guerra do Vietnã com um show natalino. Jennifer também fez diversas capas de revista e o Governo de Granada estampou selos em sua homenagem. Segundo o Face to Face em dezembro de 2018, ela enfrentou muito racismo durante seu ano de atividades como Miss Mundo.

## Vida após os concursos
Depois de ter sido Miss Mundo, Jennifer casou-se com David Craig e se mudou para Ontário, no Canadá. O casal tem dois filhos, Sophia e Beau, e cinco netos.
No Canadá ela foi Alta Comissária e Diplomata do país, tendo se formado em Ciências Sociais na University of Ottawa, em Ciências Políticas na International Relations Carleton University e fez um mestrado em Aconselhamento Psicológico pela Yorkville Univ.
Também é autora do livro Beyond Miss World.

## Curiosidade
O filme Misbehaviour, com Keira Knightley, é baseado nos protestos feministas acontecidos durante o Miss Mundo 1970.